# 全氟辛烷磺胺
全氟辛烷磺胺（英語：Perfluorooctanesulfonamide，缩写PFOSA）是一种人工合成的全氟化合物和含氟表面活性剂，带有8个碳的全氟烷基和一个磺胺官能团。在3M公司的生产的皮革保护剂思高洁（Scotchgard）的1956到2003年的配方含有该化合物。全氟辛烷磺胺可由全氟辛烷磺酰氟（PFOSF）与液氨反应生成，在自然界中会降解为全氟辛烷磺酸（PFOS）。